# Новолоктинское сельское поселение
Новолоктинское се́льское поселе́ние — муниципальное образование в Ишимском районе Тюменской области Российской Федерации.
Административный центр — село Новолокти.

## История
Статус и границы сельского поселения установлены Законом Тюменской области от 5 ноября 2004 года № 263 «Об установлении границ муниципальных образований Тюменской области и наделении их статусом муниципального района, городского округа и сельского поселения»

## Население
| 2010  | 2011  | 2012  | 2013  | 2014  | 2015  | 2016  |
| ----- | ----- | ----- | ----- | ----- | ----- | ----- |
| 1079  | ↘1074 | ↗1077 | ↗1079 | ↗1096 | ↘1078 | ↘1066 |
| 2017  | 2018  | 2019  | 2020  | 2021  |       |       |
| ↘1057 | ↘1032 | ↘991  | ↘969  | ↗1049 |       |       |

## Состав сельского поселения
| № | Населённый пункт | Тип населённого пункта       | Население |
| - | ---------------- | ---------------------------- | --------- |
| 1 | Локти            | деревня                      | 166       |
| 2 | Новолокти        | село, административный центр | 911       |
| 3 | Ревягина         | деревня                      | 2         |